# Ritratto di gentiluomo in pelliccia
Il Ritratto di gentiluomo in pelliccia è un dipinto a olio su tela (140x107 cm) di Paolo Veronese, databile al 1550-1560 circa e conservato nella Galleria Palatina di Firenze. Ne esiste un'altra versione nel Museo delle Belle Arti di Budapest.

## Storia
L'opera, dalla difficile collocazione cronologica (che agli estremi più ampi varia dal 1549 al 1570), ritrae un personaggio non identificato. Tentativi di riconoscervi Daniele Barbaro sono insostenibili con il confronto con un ritratto dello stesso nel Rijksmuseum di Amsterdam.
Fu acquistata dal cardinale Leopoldo de' Medici tramite un suo agente.
Ne esistono un'altra versione a Budapest e alcune copie su incisione antiche, di T. Ver. Cruyse dal Paradis.

## Descrizione e stile
Una stanza appena accennata negli elementi base (una parete, un pilastro scanalato, una finestra), fa da sfondo al ritratto virile fino al ginocchio, di un personaggio riccamente abbigliato con un mantello foderato di pelliccia d'ermellino. Egli guarda intensamente verso lo spettatore e porta la barba lunga, i capelli corti e briozzolati, l'abito nero tipico dell'epoca. In mano stringe un fazzoletto.
Evidente è l'influenza di Tiziano, ma l'autore riuscì a trovare una propria nota personale nella ricerca di individualità del soggetto e, soprattutto, tramite la ricchezza della materia pittorica, qui evidente nella superba resa della pelliccia.